# Cyathea havilandii
Cyathea havilandii är en ormbunkeart som beskrevs av Bak. Cyathea havilandii ingår i släktet Cyathea och familjen Cyatheaceae. Inga underarter finns listade.